# 파울로 가사니가
파울로 디노 가사니가(Paulo Dino Gazzaniga, 1992년 1월 2일 ~ )는 아르헨티나의 축구 선수이다. 현재 지로나에서 활약하고 있다.